# USS Bonefish (SS-582)
USS Bonefish (SS-582) – amerykański okręt podwodny typu Barbel, jeden z ostatnich amerykańskich okrętów podwodnych wybudowanych bez napędu nuklearnego. Jako jednostka typu Barbel, „Bonefish” był próbą praktycznego zastosowania rozwiązań technologicznych opracowanych w programie badawczym albacore w okrętach operacyjnych. W 1956 roku jednak, dowodzący amerykańską flotą szef operacji morskich adm. Arleigh Burke, podjął decyzję o całkowitym przerwaniu budowy jednostek tej klasy, wyposażonych w napęd inny niż jądrowy, toteż budowa okrętów tego typu nie była kontynuowana. W czasie swej służby prowadził działalność operacyjną przede wszystkim na Pacyfiku. 24 kwietnia 1988 roku podczas ćwiczeń w pobliżu Florydy, na zanurzonym okręcie wybuchł pożar instalacji elektrycznej, którego konsekwencją była eksplozja, w wyniku której śmierć poniosły 3 osoby. Okręt został awaryjnie wynurzony, a z powodu wysokiej temperatury załoga została zmuszona do opuszczenia okrętu. Okręt został odholowany do Charleston w Karolinie Południowej. Z powodu rozległości zniszczeń okrętu jednostki nie remontowano, a 28 września 1988 roku okręt został oficjalnie wycofany ze służby w US Navy.